# Wojciech Szygendowski
Wojciech Szygendowski (ur. 3 października 1956) – architekt oraz Miejski Konserwator Zabytków miasta Łodzi (1996–2005), Łódzki Wojewódzki Konserwator Zabytków (2005–2016), Współzałożyciel Fundacji na Rzecz Ratowania Kaplicy Scheiblera

## Życiorys
Wojciech Szygendowski w 1983 ukończył studia architektoniczne na Wydziale Budownictwa i Architektury Politechniki Łódzkiej. W latach 1996–2005 był Miejskim Konserwatorem Zabytków w Urzędzie Miasta Łodzi, a następnie od 25 kwietnia 2005–18 lipca 2016 był Łódzkim Wojewódzkim Konserwatorem Zabytków. Jest autorem i współautorem ponad 20 dokumentacji badawczych w dziedzinie architektury, związanych z m.in. Piotrkowem Trybunalskim, Rzeszowem, Radomiem, Płockiem, Podklasztorzem i Rygą. Tworzył i współtworzył ponad 40 projektów konserwatorskich adaptacji, rekonstrukcji i remontów budowli zabytkowych w Polsce oraz w Tallinie i Rydze oraz rewaloryzacji zespołów urbanistycznych i studiów urbanistyczno-konserwatorskich.
Pracował jako wykładowca na Wydziale Geografii Uniwersytetu Łódzkiego oraz Studium Podyplomowym Ochrony Historycznych Struktur Budowlanych na Politechnice Łódzkiej.
Jest członkiem Izby Architektów Rzeczypospolitej Polskiej, Izby Budowlanej oraz Oddziału Łódzkiego – Towarzystwa Opieki nad Zabytkami. Publikuje artykuły w „Spotkaniach z Zabytkami”, „Zabytkach – Heritage” i „Renowacjach i Zabytkach”, biuletynie Towarzystwa Urbanistów Polskich i Łódzkiej Izby Budownictwa. Jest współzałożycielem Fundacji na Rzecz Ratowania Kaplicy Scheiblera.

## Odznaczenia
- Brązowy Medal „Zasłużony Kulturze Gloria Artis” (2014)[5][6],
- Złoty Medal „Zasłużony dla Polskiego Rynku Nieruchomości”,
- Medal 50-lecia Akademii Muzycznej w Łodzi[3],
- Honorowy Medal Łódzkiego Towarzystwa Naukowego (2006)[7],
- Medal 80-lecia Diecezji Łódzkiej[3].